# Mirándote (canción)
«Mirándote» es una canción escrita por Cheín García e interpretada por el cantante de salsa puertorriqueño Frankie Ruiz en su álbum de estudio de 1994 del mismo nombre. El crítico de AllMusic José. A Estévez citó la canción como «una de las más populares de todos los tiempos». Héctor Reséndez de Cashbox señaló que Ruiz «explota su estilo carismático» en esta canción. El tema fue reconocido como una de las canciones con mejor interpretación del año en los Premios Latinos ASCAP de 1996.

## Posicionamiento en listas
| Listas (1995)                     | Mejor posición |
| --------------------------------- | -------------- |
| Estados Unidos (Hot Latin Songs)  | 17             |
| Estados Unidos (Tropical Airplay) | 1              |

| Lista (1995)                    | Mejor Posición |
| ------------------------------- | -------------- |
| US Tropical Airplay (Billboard) | 8              |